# Chepillo
Chepillo es un corregimiento del distrito de Chepo en la provincia de Panamá, República de Panamá. La localidad tiene 255 habitantes (2010).
El corregimiento lo compone la isla del mismo nombre, ubicado a 3 km al sur de la desembocadura del río Bayano.